# ولاية سيداما
ولاية سيداما هي ولاية إثيوبية تأسست في 18 يونيو 2020 وعاصمتها أواسا.